# Bjarne Grønnow
Bjarne Grønnow (* 9. August 1956 in Næstved) ist ein dänischer Archäologe, der vor allem in Grönland forscht.

## Leben
Bjarne Grønnow ist der Sohn des Schulinspektors Vagn Asger Grønnow (1930–2009) und seiner Frau Alice Jensen (* 1929). Er ist das älteste von drei Kindern. Der Bruder Torben Grønnow (*/† 1959) starb kurz nach der Geburt, die Schwester Marianne Therese Grønnow (* 1962) ist Künstlerin. 1982 heiratete er die Personalberaterin Gitte Jensen (* 1956), Tochter des Landwirts Kaj Jensen († 2011) und der Putzfrau Kirsten Jensen († 2009). Aus der Ehe gingen zwei Kinder hervor: Die Tochter Liv Cæcilie Grønnow (* 1986) ist Ethnologin und Forschungsbibliothekarin. Der Sohn Asger Emil Grønnow (* 1990) ist Astrophysiker.
Bjarne Grønnow besuchte das Gymnasium in seiner Heimatstadt Næstved, das er 1975 abschloss. Anschließend wurde er 1986 durch ein Studium in Prähistorischer Archäologie an der Universität Kopenhagen mag. art. Von 1984 bis 1990 leitete er ein Ausgrabungsprojekt auf der Insel Qeqertasussuk in der Diskobucht. 1987 wurde er zum Adjunkt am Institut für Prähistorische und Klassische Archäologie ernannt, bevor er 1993 nach einer kurzen Gastprofessur an den Universitäten Southampton, Cambridge und Oxford zum Lektor am Institut für Archäologie und Frühgeschichte der Universität Kopenhagen befördert wurde. 1995 wurde er Direktor des Sagnlandets. 1999 wurde er zum Leiter des Grönland-Forschungszentrums (SILA) am Dänischen Nationalmuseum ernannt, was er bis 2003 blieb. 2004 war er Kurator der ethnografischen Sammlung des Nationalmuseums. Von 2005 bis 2008 kehrte er zu SILA zurück. Von 2009 bis 2014 war er Forschungsprofessor am Nationalmuseum und nebenher Leiter des Carpenter-Meldgaard-Projekts, das den wissenschaftlichen Nachlass von Jørgen Meldgaard (1927–2007) publizieren sollte. Von 2014 bis 2018 leitete er archäologische Untersuchungen in Nordwestgrönland. Seit 2016 ist er erneut als Forschungsprofessor am Nationalmuseum tätig. 2017 wurde er von der Universität Kopenhagen zum Dr. phil. promoviert. Seit 2019 leitet er das Forschungsprojekt Activating Arctic Heritage. Er erforscht die Herkunft der Inuit in Grönland, Kanada und Alaska mit Fokus auf grönländischer Frühgeschichte. Er beschäftigt sich auch mit Experimentalarchäologie.
Bjarne Grønnow sitzt seit 1998 im Aufsichtsrat des Arktisk Instituts. Daneben hatte er bereits zahlreiche Ämter in staatliche Forschungsausschüssen inne. 2009 wurde er zum Ritter des Dannebrogordens ernannt. 2013 wurde er Mitglied und 2015 Vorstandsmitglied der Königlich Dänischen Akademie der Wissenschaften. 2013 wurde er mit dem Westerbyprisen ausgezeichnet und 2018 erhielt er den vom Kulturministeriet für herausragende Forschung verliehenen Julius Bomholt Prisen.

## Werke (Bücher)
- 1983: mit Morten Meldgaard, Jørn Berglund Nielsen: Aasivissuit – The Great Summer Camp. Archaeological, ethnographical and zoo-archaeological studies of a caribou-hunting site in West Greenland
- 1988: mit Tinna Møbjerg, Helge Schultz-Lorentzen (Hrsg.): Palæoeskimoisk forskning i Grønland. Foredrag fra et symposium om de palæoeskimoiske kulturer i Grønland, afholdt på Moesgaard i marts 1987, Center for Nordatlantiske Studier, Aarhus Universitet, 1988.
- 1996: mit John Pind (Hrsg.): The Paleo-Eskimo Cultures of Greenland. New Perspectives in Greenlandic Archaeology
- 2003: mit Jens Fog Jensen: The northernmost ruins of the globe: Eigil Knuth's archaeological investigations in Peary Land and adjacent areas of high arctic Greenland
- 2017: The Frozen Saqqaq Sites of Disko Bay, West Greenland. Qeqertasussuk and Qajaa (2400 – 900 BC): Studies of Saqqaq Material Culture in an Eastern Arctic Perspective